# 米羅柳比夫卡 (卡姆揚斯凱區)
48°24′57″N 33°31′2″E / 48.41583°N 33.51722°E
米羅柳比夫卡（羅馬化：Myroliubivka）是烏克蘭的村落，位於該國中部第聶伯羅彼得羅夫斯克州，由卡姆揚斯凱區負責管轄，處於若夫塔河畔，距離若夫特1公里，海拔高度102米。